# Gostota elementov (podatkovna stran)

## Gostota, trdnina
V spodnji tabeli, vrstica uporaba vsebuje vrednost priporočljiva za uporabo v drugih straneh Wikipedije z namenom ohranitve skladnost med vsebino.
| 2 He helij-4 | 2 He helij-4                                                                                        | 2 He helij-4 |
| --- | --------------------------------------------------------------------------------------------------- | ------------ |
| Hoffer et al. | 0,19085 g/cm3 (od 20,9730 cm3/mol; hcp crystal topi v He-II supertekočino pri 0 °K, 25,00 atm)      |              |
| Hoffer et al. | 0,19083 g/cm3 (od 20,9749 cm3/mol; pri localni min. gostoti, hcp topi v He-II: 0,884 °K, 25,00 atm) |              |
| Hoffer et al. | 0,19142 g/cm3 (od 20,910 cm3/mol; hcp pri trojni točki hcp−bcc−He-II: 1,463 °K, 26,036 atm)         |              |
| Hoffer et al. | 0,18971 g/cm3 (od 21,098 cm3/mol; bcc pri trojni točki hcp−bcc−He-II: 1,463 °K, 26,036 atm)         |              |
| Hoffer et al. | 0,19406 g/cm3 (od 20,626 cm3/mol; hcp pri trojni točki hcp−bcc−He-I: 1,772 °K, 30,016 atm)          |              |
| Hoffer et al. | 0,19208 g/cm3 (od 20,8381 cm3/mol; bcc pri trojni točki hcp−bcc−He-I: 1,772 °K, 30,016 atm)         |              |
| 3 Li litij | |              |
| uporaba | 0,534 g/cm3                                                                                         |              |
| WEL | (blizu s.t.) 535 kg/m3                                                                              |              |
| LNG | (pri 20 °C) 0,534 g/cm3                                                                             |              |
| CRC | (blizu s.t.) 0,534 g/cm3                                                                            |              |
| 4 Be berilij | |              |
| uporaba | 1,85 g/cm3                                                                                          |              |
| WEL | (blizu s.t.) 1848 kg/m3                                                                             |              |
| LNG | (pri 20 °C) 1,8477 g/cm3                                                                            |              |
| CRC | (blizu s.t.) 1,85 g/cm3                                                                             |              |
| 5 B bor | |              |
| uporaba | 2,34 g/cm3                                                                                          |              |
| WEL | (blizu s.t.) 2460 kg/m3                                                                             |              |
| LNG | (pri s.t.) 2,34 g/cm3                                                                               |              |
| CRC | (blizu s.t.) 2,34 g/cm3                                                                             |              |
| 6 C ogljik (grafit) | |              |
| uporaba | 2,267 g/cm3                                                                                         |              |
| WEL | (blizu s.t.) 2267 kg/m3                                                                             |              |
| LNG | (pri s.t.) 2,267 g/cm3                                                                              |              |
| CRC | (blizu s.t.) 2,2 g/cm3                                                                              |              |
| 6 C ogljik (diamant) | |              |
| uporaba | 3,513 g/cm3                                                                                         |              |
| LNG | (pri s.t.) 3,513 g/cm3                                                                              |              |
| CRC | (blizu s.t.) 3,513 g/cm3                                                                            |              |
| 11 Na natrij | |              |
| uporaba | 0,968 g/cm3                                                                                         |              |
| WEL | (blizu s.t.) 968 kg/m3                                                                              |              |
| LNG | (pri 20 °C) 0,968 g/cm3                                                                             |              |
| CRC | (blizu s.t.) 0,97 g/cm3                                                                             |              |
| 12 Mg magnezij | |              |
| uporaba | 1,738 g/cm3                                                                                         |              |
| WEL | (blizu s.t.) 1738 kg/m3                                                                             |              |
| LNG | (pri 20 °C) 1,738 g/cm3                                                                             |              |
| CRC | (blizu s.t.) 1,74 g/cm3                                                                             |              |
| 13 Al aluminij | |              |
| uporaba | 2,70 g/cm3                                                                                          |              |
| WEL | (blizu s.t.) 2700 kg/m3                                                                             |              |
| LNG | (pri s.t.) 2,70 g/cm3                                                                               |              |
| CRC | (blizu s.t.) 2,70 g/cm3                                                                             |              |
| 14 Si silicij | |              |
| uporaba | 2,33 g/cm3                                                                                          |              |
| WEL | (blizu s.t.) 2330 kg/m3                                                                             |              |
| LNG | (pri s.t.) 2,33 g/cm3                                                                               |              |
| CRC | (blizu s.t.) 2,3290 g/cm3                                                                           |              |
| 15 P fosfor (bel) | |              |
| uporaba | 1,823 g/cm3                                                                                         |              |
| WEL | (blizu s.t.) 1823 kg/m3                                                                             |              |
| LNG | (pri 25 °C) 1,823 g/cm3                                                                             |              |
| CRC | (blizu s.t.) 1,823 g/cm3                                                                            |              |
| 15 P fosfor (rdeč) | |              |
| uporaba | 2,34 g/cm3                                                                                          |              |
| LNG | (pri s.t.) 2,34 g/cm3                                                                               |              |
| CRC | (blizu s.t.) 2,16 g/cm3                                                                             |              |
| 15 P fosfor (črn) | |              |
| uporaba | 2,69 g/cm3                                                                                          |              |
| CRC | (blizu s.t.) 2,69 g/cm3                                                                             |              |
| 16 S žveplo (ortorombski, alfa) | |              |
| uporaba | 2,08 g/cm3                                                                                          |              |
| WEL | ? (1960 kg/m3)                                                                                      |              |
| LNG | (pri 20 °C) 2,08 g/cm3                                                                              |              |
| CRC | (blizu s.t.) 2,07 g/cm3                                                                             |              |
| 16 S žveplo (monoklinski, beta) | |              |
| uporaba | 1,96 g/cm3                                                                                          |              |
| WEL | ? (1960 kg/m3)                                                                                      |              |
| LNG | (pri s.t.) 1,96 g/cm3                                                                               |              |
| CRC | ? (blizu s.t.) 2,07 g/cm3                                                                           |              |
| 16 S žveplo (gama) | |              |
| uporaba | 1,92 g/cm3                                                                                          |              |
| LNG | (pri s.t.) 1,92 g/cm3                                                                               |              |
| 19 K kalij | |              |
| uporaba | 0,89 g/cm3                                                                                          |              |
| WEL | (blizu s.t.) 856 kg/m3                                                                              |              |
| LNG | (pri s.t.) 0,89 g/cm3                                                                               |              |
| CRC | (blizu s.t.) 0,89 g/cm3                                                                             |              |
| 20 Ca kalcij | |              |
| uporaba | 1,55 g/cm3                                                                                          |              |
| WEL | (blizu s.t.) 1550 kg/m3                                                                             |              |
| LNG | (pri s.t.) 1,55 g/cm3                                                                               |              |
| CRC | (blizu s.t.) 1,54 g/cm3                                                                             |              |
| 21 Sc skandij (heksagonalen ?) | |              |
| uporaba | 2,985 g/cm3                                                                                         |              |
| WEL | (blizu s.t.) 2985 kg/m3                                                                             |              |
| LNG | (pri s.t.) (hexagonal) 2,985 g/cm3                                                                  |              |
| CRC | (blizu s.t.) 2,99 g/cm3                                                                             |              |
| 22 Ti titan (heksagonalen ?) | |              |
| uporaba | 4,506 g/cm3                                                                                         |              |
| WEL | (blizu s.t.) 4507 kg/m3                                                                             |              |
| LNG | (pri s.t.) (hexagonal) 4,506 g/cm3                                                                  |              |
| CRC | (blizu s.t.) 4,506 g/cm3                                                                            |              |
| 23 V vanadij | |              |
| uporaba | 6,11 g/cm3                                                                                          |              |
| WEL | (blizu s.t.) 6110 kg/m3                                                                             |              |
| LNG | (pri 19 °C) 6,11 g/cm3                                                                              |              |
| CRC | (blizu s.t.) 6,0 g/cm3                                                                              |              |
| 24 Cr krom | |              |
| uporaba | 7,15 g/cm3                                                                                          |              |
| WEL | (blizu s.t.) 7140 kg/m3                                                                             |              |
| LNG | (pri s.t.) 7,15 g/cm3                                                                               |              |
| CRC | (blizu s.t.) 7,15 g/cm3                                                                             |              |
| 25 Mn mangan | |              |
| uporaba | 7,21 g/cm3                                                                                          |              |
| WEL | (blizu s.t.) 7470 kg/m3                                                                             |              |
| LNG | (pri 20 °C) 7,21 g/cm3                                                                              |              |
| CRC | (blizu s.t.) 7,3 g/cm3                                                                              |              |
| 26 Fe železo | |              |
| uporaba | 7,86 g/cm3                                                                                          |              |
| WEL | (blizu s.t.) 7874 kg/m3                                                                             |              |
| LNG | (pri s.t.) 7,86 g/cm3                                                                               |              |
| CRC | (blizu s.t.) 7,87 g/cm3                                                                             |              |
| 27 Co kobalt | |              |
| uporaba | 8,90 g/cm3                                                                                          |              |
| WEL | (blizu s.t.) 8900 kg/m3                                                                             |              |
| LNG | (pri s.t.) 8,90 g/cm3                                                                               |              |
| CRC | (blizu s.t.) 8,86 g/cm3                                                                             |              |
| 28 Ni nikelj | |              |
| uporaba | 8,908 g/cm3                                                                                         |              |
| WEL | (blizu s.t.) 8908 kg/m3                                                                             |              |
| LNG | (pri 20 °C) 8,908 g/cm3                                                                             |              |
| CRC | (blizu s.t.) 8,90 g/cm3                                                                             |              |
| 29 Cu baker | |              |
| uporaba | 8,96 g/cm3                                                                                          |              |
| WEL | (blizu s.t.) 8920 kg/m3                                                                             |              |
| LNG | (pri 20 °C) 8,96 g/cm3                                                                              |              |
| CRC | (blizu s.t.) 8,96 g/cm3                                                                             |              |
| 30 Zn cink | |              |
| uporaba | 7,14 g/cm3                                                                                          |              |
| WEL | (blizu s.t.) 7140 kg/m3                                                                             |              |
| LNG | (pri s.t.) 7,14 g/cm3                                                                               |              |
| CRC | (blizu s.t.) 7,14 g/cm3                                                                             |              |
| 31 Ga galij | |              |
| uporaba | 5,91 g/cm3                                                                                          |              |
| WEL | (blizu s.t.) 5904 kg/m3                                                                             |              |
| LNG | (pri 29,6 °C) 5,904 g/cm3                                                                           |              |
| CRC | (blizu s.t.) 5,91 g/cm3                                                                             |              |
| 32 Ge germanij | |              |
| uporaba | 5,323 g/cm3                                                                                         |              |
| WEL | (blizu s.t.) 5323 kg/m3                                                                             |              |
| LNG | (pri s.t.) 5,323 g/cm3                                                                              |              |
| CRC | (blizu s.t.) 5,3234 g/cm3                                                                           |              |
| 33 As arzen | |              |
| uporaba | 5,727 g/cm3                                                                                         |              |
| WEL | (blizu s.t.) 5727 kg/m3                                                                             |              |
| LNG | (pri 25 °C) (5,727 rel. to water pri 4 °C)                                                          |              |
| CRC | (blizu s.t.) 5,75 g/cm3                                                                             |              |
| 34 Se selen (heksagonalen, siv) | |              |
| uporaba | 4,81 g/cm3                                                                                          |              |
| WEL | (blizu s.t.) 4819 kg/m3                                                                             |              |
| LNG | (pri 20 °C) (4,81 rel. to water pri 4 °C)                                                           |              |
| CRC | (blizu s.t.) 4,81 g/cm3                                                                             |              |
| 34 Se selen (alfa) | |              |
| uporaba | 4,39 g/cm3                                                                                          |              |
| WEL | ? (4819 kg/m3)                                                                                      |              |
| CRC | (blizu s.t.) 4,39 g/cm3                                                                             |              |
| 34 Se selen (steklast) | |              |
| uporaba | 4,28 g/cm3                                                                                          |              |
| WEL | ? (4819 kg/m3)                                                                                      |              |
| CRC | (blizu s.t.) 4,28 g/cm3                                                                             |              |
| 37 Rb rubidij | |              |
| uporaba | 1,532 g/cm3                                                                                         |              |
| WEL | (blizu s.t.) 1532 kg/m3                                                                             |              |
| LNG | (pri s.t.) 1,532 g/cm3                                                                              |              |
| CRC | (blizu s.t.) 1,53 g/cm3                                                                             |              |
| 38 Sr stroncij | |              |
| uporaba | 2,64 g/cm3                                                                                          |              |
| WEL | (blizu s.t.) 2630 kg/m3                                                                             |              |
| LNG | (pri s.t.) 2,64 g/cm3                                                                               |              |
| CRC | (blizu s.t.) 2,64 g/cm3                                                                             |              |
| 39 Y itrij | |              |
| uporaba | 4,472 g/cm3                                                                                         |              |
| WEL | (blizu s.t.) 4472 kg/m3                                                                             |              |
| LNG | (pri s.t.) 4,472 g/cm3                                                                              |              |
| CRC | (blizu s.t.) 4,47 g/cm3                                                                             |              |
| 40 Zr cirkonij | |              |
| uporaba | 6,52 g/cm3                                                                                          |              |
| WEL | (blizu s.t.) 6511 kg/m3                                                                             |              |
| LNG | (pri s.t.) 6,52 g/cm3                                                                               |              |
| CRC | (blizu s.t.) 6,52 g/cm3                                                                             |              |
| 41 Nb niobij | |              |
| uporaba | 8,57 g/cm3                                                                                          |              |
| WEL | (blizu s.t.) 8570 kg/m3                                                                             |              |
| LNG | (pri 20 °C) 8,57 g/cm3                                                                              |              |
| CRC | (blizu s.t.) 8,57 g/cm3                                                                             |              |
| 42 Mo molibden | |              |
| uporaba | 10,28 g/cm3                                                                                         |              |
| WEL | (blizu s.t.) 10280 kg/m3                                                                            |              |
| LNG | (pri s.t.) 10,28 g/cm3                                                                              |              |
| CRC | (blizu s.t.) 10,2 g/cm3                                                                             |              |
| 43 Tc tehnecij (Tc-98 ?) | |              |
| uporaba | 11 g/cm3                                                                                            |              |
| WEL | (blizu s.t.) 11500 kg/m3                                                                            |              |
| LNG | (pri s.t.) (Tc-98) 11 g/cm3                                                                         |              |
| CRC | (blizu s.t.) 11 g/cm3                                                                               |              |
| 44 Ru rutenij | |              |
| uporaba | 12,45 g/cm3                                                                                         |              |
| WEL | (blizu s.t.) 12370 kg/m3                                                                            |              |
| LNG | (pri 20 °C) (12,45 rel. to water pri 4 °C)                                                          |              |
| CRC | (blizu s.t.) 12,1 g/cm3                                                                             |              |
| 45 Rh rodij | |              |
| uporaba | 12,41 g/cm3                                                                                         |              |
| WEL | (blizu s.t.) 12450 kg/m3                                                                            |              |
| LNG | (pri 20 °C) 12,41 g/cm3                                                                             |              |
| CRC | (blizu s.t.) 12,4 g/cm3                                                                             |              |
| 46 Pd paladij | |              |
| uporaba | 12,023 g/cm3                                                                                        |              |
| WEL | (blizu s.t.) 12023 kg/m3                                                                            |              |
| LNG | (pri 20 °C) 12,023 g/cm3                                                                            |              |
| CRC | (blizu s.t.) 12,0 g/cm3                                                                             |              |
| 47 Ag srebro | |              |
| uporaba | 10,49 g/cm3                                                                                         |              |
| WEL | (blizu s.t.) 10490 kg/m3                                                                            |              |
| LNG | (pri s.t.) 10,49 g/cm3                                                                              |              |
| CRC | (blizu s.t.) 10,5 g/cm3                                                                             |              |
| 48 Cd kadmij | |              |
| uporaba | 8,65 g/cm3                                                                                          |              |
| WEL | (blizu s.t.) 8650 kg/m3                                                                             |              |
| LNG | (pri 25 °C) 8,65 g/cm3                                                                              |              |
| CRC | (blizu s.t.) 8,69 g/cm3                                                                             |              |
| 49 In indij | |              |
| uporaba | 7,31 g/cm3                                                                                          |              |
| WEL | (blizu s.t.) 7310 kg/m3                                                                             |              |
| LNG | (pri s.t.) 7,31 g/cm3                                                                               |              |
| CRC | (blizu s.t.) 7,31 g/cm3                                                                             |              |
| 50 Sn kositer (bel) | |              |
| uporaba | 7,265 g/cm3                                                                                         |              |
| WEL | (blizu s.t.) 7310 kg/m3                                                                             |              |
| LNG | (pri s.t.) 7,265 g/cm3                                                                              |              |
| CRC | (blizu s.t.) 7,265 g/cm3                                                                            |              |
| 50 Sn kositer (siv) | |              |
| uporaba | 5,769 g/cm3                                                                                         |              |
| CRC | (blizu s.t.) 5,769 g/cm3                                                                            |              |
| 51 Sb antimon | |              |
| uporaba | 6,697 g/cm3                                                                                         |              |
| WEL | (blizu s.t.) 6697 kg/m3                                                                             |              |
| LNG | (pri 25 °C) 6,697 g/cm3                                                                             |              |
| CRC | (blizu s.t.) 6,68 g/cm3                                                                             |              |
| 52 Te telur | |              |
| uporaba | 6,24 g/cm3                                                                                          |              |
| WEL | (blizu s.t.) 6240 kg/m3                                                                             |              |
| LNG | (pri s.t.) 6,24 g/cm3                                                                               |              |
| CRC | (blizu s.t.) 6,24 g/cm3                                                                             |              |
| 53 I jod (I2) | |              |
| uporaba | 4,933 g/cm3                                                                                         |              |
| WEL | (blizu s.t.) 4940 kg/m3                                                                             |              |
| LNG | (pri 25 °C) 4,63 g/cm3                                                                              |              |
| CRC | (blizu s.t.) 4,933 g/cm3                                                                            |              |
| 55 Cs cezij | |              |
| uporaba | 1,93 g/cm3                                                                                          |              |
| WEL | (blizu s.t.) 1879 kg/m3                                                                             |              |
| LNG | (pri 15 °C) 1,8785 g/cm3                                                                            |              |
| CRC | (blizu s.t.) 1,93 g/cm3                                                                             |              |
| 56 Ba barij | |              |
| uporaba | 3,51 g/cm3                                                                                          |              |
| WEL | (blizu s.t.) 3510 kg/m3                                                                             |              |
| LNG | (pri 20 °C) 3,51 g/cm3                                                                              |              |
| CRC | (blizu s.t.) 3,62 g/cm3                                                                             |              |
| 57 La lantan | |              |
| uporaba | 6,162 g/cm3                                                                                         |              |
| WEL | (blizu s.t.) 6146 kg/m3                                                                             |              |
| LNG | (pri s.t.) 6,162 g/cm3                                                                              |              |
| CRC | (blizu s.t.) 6,15 g/cm3                                                                             |              |
| 58 Ce cerij | |              |
| uporaba | 6,770 g/cm3                                                                                         |              |
| WEL | (blizu s.t.) 6689 kg/m3                                                                             |              |
| LNG | (pri s.t.) 6,773 g/cm3                                                                              |              |
| CRC | (blizu s.t.) 6,770 g/cm3                                                                            |              |
| 59 Pr prazeodim (alfa ?) | |              |
| uporaba | 6,77 g/cm3                                                                                          |              |
| WEL | (blizu s.t.) 6640 kg/m3                                                                             |              |
| LNG | (pri s.t.) (alpha) 6,475 g/cm3                                                                      |              |
| CRC | (blizu s.t.) 6,77 g/cm3                                                                             |              |
| 60 Nd neodim | |              |
| uporaba | 7,01 g/cm3                                                                                          |              |
| WEL | (blizu s.t.) 6800 kg/m3                                                                             |              |
| LNG | (pri s.t.) 7,01 g/cm3                                                                               |              |
| CRC | (blizu s.t.) 7,01 g/cm3                                                                             |              |
| 61 Pm prometij (Pm-147 ?) | |              |
| uporaba | 7,26 g/cm3                                                                                          |              |
| WEL | (blizu s.t.) 7264 kg/m3                                                                             |              |
| LNG | (pri s.t.) (Pm-147) 7,22 g/cm3                                                                      |              |
| CRC | (blizu s.t.) 7,26 g/cm3                                                                             |              |
| 62 Sm samarij | |              |
| uporaba | 7,52 g/cm3                                                                                          |              |
| WEL | (blizu s.t.) 7353 kg/m3                                                                             |              |
| LNG | (pri s.t.) 7,52 g/cm3                                                                               |              |
| CRC | (blizu s.t.) 7,52 g/cm3                                                                             |              |
| 63 Eu evropij | |              |
| uporaba | 5,244 g/cm3                                                                                         |              |
| WEL | (blizu s.t.) 5244 kg/m3                                                                             |              |
| LNG | (pri s.t.) 5,244 g/cm3                                                                              |              |
| CRC | (blizu s.t.) 5,24 g/cm3                                                                             |              |
| 64 Gd gadolinij | |              |
| uporaba | 7,90 g/cm3                                                                                          |              |
| WEL | (blizu s.t.) 7901 kg/m3                                                                             |              |
| LNG | (pri s.t.) 7,90 g/cm3                                                                               |              |
| CRC | (blizu s.t.) 7,90 g/cm3                                                                             |              |
| 65 Tb terbij | |              |
| uporaba | 8,23 g/cm3                                                                                          |              |
| WEL | (blizu s.t.) 8219 kg/m3                                                                             |              |
| LNG | (pri s.t.) 8,23 g/cm3                                                                               |              |
| CRC | (blizu s.t.) 8,23 g/cm3                                                                             |              |
| 66 Dy disprozij | |              |
| uporaba | 8,540 g/cm3                                                                                         |              |
| WEL | (blizu s.t.) 8551 kg/m3                                                                             |              |
| LNG | (pri 25 °C) 8,540 g/cm3                                                                             |              |
| CRC | (blizu s.t.) 8,55 g/cm3                                                                             |              |
| 67 Ho holmij | |              |
| uporaba | 8,79 g/cm3                                                                                          |              |
| WEL | (blizu s.t.) 8795 kg/m3                                                                             |              |
| LNG | (pri s.t.) 8,79 g/cm3                                                                               |              |
| CRC | (blizu s.t.) 8,80 g/cm3                                                                             |              |
| 68 Er erbij | |              |
| uporaba | 9,066 g/cm3                                                                                         |              |
| WEL | (blizu s.t.) 9066 kg/m3                                                                             |              |
| LNG | (pri s.t.) 9,066 g/cm3                                                                              |              |
| CRC | (blizu s.t.) 9,07 g/cm3                                                                             |              |
| 69 Tm tulij | |              |
| uporaba | 9,32 g/cm3                                                                                          |              |
| WEL | (blizu s.t.) 9321 kg/m3                                                                             |              |
| LNG | (pri s.t.) 9,32 g/cm3                                                                               |              |
| CRC | (blizu s.t.) 9,32 g/cm3                                                                             |              |
| 70 Yb iterbij | |              |
| uporaba | 6,90 g/cm3                                                                                          |              |
| WEL | (blizu s.t.) 6570 kg/m3                                                                             |              |
| LNG | (pri s.t.) 6,90 g/cm3                                                                               |              |
| CRC | (blizu s.t.) 6,90 g/cm3                                                                             |              |
| 71 Lu lutecij | |              |
| uporaba | 9,841 g/cm3                                                                                         |              |
| WEL | (blizu s.t.) 9841 kg/m3                                                                             |              |
| LNG | (pri s.t.) 9,841 g/cm3                                                                              |              |
| CRC | (blizu s.t.) 9,84 g/cm3                                                                             |              |
| 72 Hf hafnij | |              |
| uporaba | 13,31 g/cm3                                                                                         |              |
| WEL | (blizu s.t.) 13310 kg/m3                                                                            |              |
| LNG | (pri s.t.) 13,31 g/cm3                                                                              |              |
| CRC | (blizu s.t.) 13,3 g/cm3                                                                             |              |
| 73 Ta tantal | |              |
| uporaba | 16,69 g/cm3                                                                                         |              |
| WEL | (blizu s.t.) 16650 kg/m3                                                                            |              |
| LNG | (pri s.t.) 16,69 g/cm3                                                                              |              |
| CRC | (blizu s.t.) 16,4 g/cm3                                                                             |              |
| 74 W volfram | |              |
| uporaba | 19,25 g/cm3                                                                                         |              |
| WEL | (blizu s.t.) 19250 kg/m3                                                                            |              |
| LNG | (pri s.t.) 19,25 g/cm3                                                                              |              |
| CRC | (blizu s.t.) 19,3 g/cm3                                                                             |              |
| 75 Re renij | |              |
| uporaba | 21,02 g/cm3                                                                                         |              |
| WEL | (blizu s.t.) 21020 kg/m3                                                                            |              |
| LNG | (pri s.t.) 21,02 g/cm3                                                                              |              |
| CRC | (blizu s.t.) 20,8 g/cm3                                                                             |              |
| 76 Os osmij | |              |
| uporaba | 22,59 g/cm3                                                                                         |              |
| WEL | (blizu s.t.) 22610 kg/m3                                                                            |              |
| LNG | (pri 20 °C) 22,61 g/cm3                                                                             |              |
| CRC | (blizu s.t.) 22,59 g/cm3                                                                            |              |
| 77 Ir iridij | |              |
| uporaba | 22,56 g/cm3                                                                                         |              |
| WEL | (blizu s.t.) 22650 kg/m3                                                                            |              |
| LNG | (pri 20 °C) (22,65 rel. to water pri 4 °C)                                                          |              |
| CRC | (blizu s.t.) 22,5 g/cm3                                                                             |              |
| 78 Pt platina | |              |
| uporaba | 21,45 g/cm3                                                                                         |              |
| WEL | (blizu s.t.) 21090 kg/m3                                                                            |              |
| LNG | (pri 20 °C) 21,09 g/cm3                                                                             |              |
| CRC | (blizu s.t.) 21,5 g/cm3                                                                             |              |
| Reference glede na http://hypertextbook.com/facts/2004/OliviaTai.shtml: - 21,45 g/cm3 — Zumdahl, Steven S., Zumdahl, Susan L., & Decoste, Donald J. World of Chemistry. Boston: Houghton Mifflin Company, 2002: 141, - 21,45×103 kg/m3 — Grigoriev, Igor S. & Meilikhov, Evgenii Z. Handbook of Physical Quantities. Boca Raton: CRC Press, 1997: 116, - 21,450 g/cm3 — Savitskii, E.M. Physical Metallurgy of Platinum Metals. New York: Pergamon Press, 1978: 31, - (20 °C) 21,45 g/cm3 — Vines, R.F. The Platinum Metals and their Alloys. New York: The International Nickel Company, Inc., 1941: 16, — "Values ranging from 21,3 to 21,5 gm/cm³ at 20°C have been reported for the density of annealed platinum; the best value being about 21,45 gm/cm³ at 20°C." - 21,46 g/cm3 — Rose, T. Kirke. The Precious Metals, Comprising Gold, Silver and Platinum. New York: D. Van Nostrand Company, 1909: 255, — "Pure platinum, according to G. Matthey has a density of 21,46," | |              |
| 79 Au zlato | |              |
| uporaba | 19,3 g/cm3                                                                                          |              |
| WEL | (blizu s.t.) 19300 kg/m3                                                                            |              |
| LNG | (pri s.t.) 19,3 g/cm3                                                                               |              |
| CRC | (blizu s.t.) 19,3 g/cm3                                                                             |              |
| 81 Tl talij | |              |
| uporaba | 11,85 g/cm3                                                                                         |              |
| WEL | (blizu s.t.) 11850 kg/m3                                                                            |              |
| LNG | (pri s.t.) 11,85 g/cm3                                                                              |              |
| CRC | (blizu s.t.) 11,8 g/cm3                                                                             |              |
| 82 Pb svinec | |              |
| uporaba | 11,34 g/cm3                                                                                         |              |
| WEL | (blizu s.t.) 11340 kg/m3                                                                            |              |
| LNG | (pri 20 °C) (face-centered cubic) (11,34 rel. to water pri 4 °C)                                    |              |
| CRC | (blizu s.t.) 11,3 g/cm3                                                                             |              |
| 83 Bi bizmut | |              |
| uporaba | 9,78 g/cm3                                                                                          |              |
| WEL | (blizu s.t.) 9780 kg/m3                                                                             |              |
| LNG | (pri s.t.) 9,78 g/cm3                                                                               |              |
| CRC | (blizu s.t.) 9,79 g/cm3                                                                             |              |
| 84 Po polonij (alfa) | |              |
| uporaba | 9,196 g/cm3                                                                                         |              |
| WEL | (blizu s.t.) 9196 kg/m3                                                                             |              |
| LNG | (pri s.t.) 9,196 g/cm3                                                                              |              |
| CRC | (blizu s.t.) 9,20 g/cm3                                                                             |              |
| 84 Po polonij (beta) | |              |
| uporaba | 9,398 g/cm3                                                                                         |              |
| LNG | (pri s.t.) 9,398 g/cm3                                                                              |              |
| 85 At astat | |              |
| uporaba | ?                                                                                                   |              |
| 87 Fr francij | |              |
| uporaba | ? 1,87 g/cm3                                                                                        |              |
| 88 Ra radij | |              |
| uporaba | 5,5 g/cm3                                                                                           |              |
| WEL | (blizu s.t.) 5000 kg/m3                                                                             |              |
| LNG | (pri s.t.) 5,5 g/cm3                                                                                |              |
| CRC | (blizu s.t.) 5 g/cm3                                                                                |              |
| 89 Ac aktinij (Ac-227 ?) | |              |
| uporaba | 10 g/cm3                                                                                            |              |
| WEL | (blizu s.t.) 10070 kg/m3                                                                            |              |
| LNG | (pri s.t.) (Ac-227) 10,07 g/cm3                                                                     |              |
| CRC | (blizu s.t.) 10 g/cm3                                                                               |              |
| 90 Th torij | |              |
| uporaba | 11,7 g/cm3                                                                                          |              |
| WEL | (blizu s.t.) 11724 kg/m3                                                                            |              |
| LNG | (pri s.t.) 11,7 g/cm3                                                                               |              |
| CRC | (blizu s.t.) 11,7 g/cm3                                                                             |              |
| 91 Pa protaktinij | |              |
| uporaba | 15,37 g/cm3                                                                                         |              |
| WEL | (blizu s.t.) 15370 kg/m3                                                                            |              |
| CRC | (blizu s.t.) 15,4 g/cm3                                                                             |              |
| 92 U uran | |              |
| uporaba | 19,1 g/cm3                                                                                          |              |
| WEL | (blizu s.t.) 19050 kg/m3                                                                            |              |
| LNG | (pri s.t.) 19,1 g/cm3                                                                               |              |
| CRC | (blizu s.t.) 19,1 g/cm3                                                                             |              |
| 93 Np neptunij | |              |
| uporaba | 20,2 g/cm3                                                                                          |              |
| WEL | (blizu s.t.) 20450 kg/m3                                                                            |              |
| LNG | (pri s.t.) 20,2 g/cm3                                                                               |              |
| CRC | (blizu s.t.) 20,2 g/cm3                                                                             |              |
| 94 Pu plutonij | |              |
| uporaba | 19,816 g/cm3                                                                                        |              |
| WEL | (blizu s.t.) 19816 kg/m3                                                                            |              |
| LNG | (pri 20 °C) (19,816 rel. to water pri 4 °C)                                                         |              |
| CRC | (blizu s.t.) 19,7 g/cm3                                                                             |              |
| 95 Am americij | |              |
| uporaba | 12 g/cm3                                                                                            |              |
| LNG | (pri s.t.) 12 g/cm3                                                                                 |              |
| CRC | (blizu s.t.) 12 g/cm3                                                                               |              |
| 96 Cm kirij (Cm-244 ?) | |              |
| uporaba | 13,51 g/cm3                                                                                         |              |
| WEL | (blizu s.t.) 13510 kg/m3                                                                            |              |
| LNG | (pri s.t.) (Cm-244) 13,51 g/cm3                                                                     |              |
| CRC | (blizu s.t.) 13,51 g/cm3                                                                            |              |
| 97 Bk berkelij (alfa) | |              |
| uporaba | 14,78 g/cm3                                                                                         |              |
| WEL | (blizu s.t.) 14780 kg/m3                                                                            |              |
| LNG | (pri s.t.) 14,78 g/cm3                                                                              |              |
| CRC | (blizu s.t.) 14,78 g/cm3                                                                            |              |
| 97 Bk berkelij (beta) | |              |
| uporaba | 13,25 g/cm3                                                                                         |              |
| LNG | (pri s.t.) 13,25 g/cm3                                                                              |              |
| CRC | (blizu s.t.) 13,25 g/cm3                                                                            |              |
| 98 Cf kalifornij | |              |
| uporaba | 15,1 g/cm3                                                                                          |              |
| WEL | (blizu s.t.) 15100 kg/m3                                                                            |              |
| CRC | (blizu s.t.) 15,1 g/cm3                                                                             |              |
| 99 Es ajnštajnij | |              |
| uporaba | 8,84 g/cm3                                                                                          |              |
| LNG | (pri s.t.) 8,84 g/cm3                                                                               |              |

## Gostota, kapljevina
| 2 He helij-4      | 2 He helij-4                                                                                        |
| ----------------- | --------------------------------------------------------------------------------------------------- |
| Donnelly et al.   | 0,1249772 g/cm3 (He-I pri vrelišču: 4,222 °K)                                                       |
| Donnelly et al.   | 0,1461087 g/cm3 (pri lamda prehodu He-I/He-II: 2,1768 °K, snasičen parni tlak)                      |
| Donnelly et al.   | 0,1451397 g/cm3 (He-II supertekočina pri 0 °K, nasičen parni tlak)                                  |
| Hoffer et al.     | 0,17309 g/cm3 (od 23,125 cm3/mol; He-II od hcp se tali pri 0 °K, 25,00 atm)                         |
| Hoffer et al.     | 0,17308 g/cm3 (od 23,1256 cm3/mol; pri local min. density, od hcp se tali pri 0,699 °K, 24,993 atm) |
| Hoffer et al.     | 0,17443 g/cm3 (od 22,947 cm3/mol; He-II pri trojni točki hcp−bcc−He-II: 1,463 °K, 26,036 atm)       |
| Hoffer et al.     | 0,1807 g/cm3 (od 22,150 cm3/mol; He-I pri trojni točki hcp−bcc−He-I: 1,772 °K, 30,016 atm)          |
| 3 Li litij        | |
| uporaba           | 0,512 g/cm3                                                                                         |
| CR2               | (pri t.t.) 0,512 g/cm3                                                                              |
| 4 Be berilij      | |
| uporaba           | 1,690 g/cm3                                                                                         |
| CR2               | (pri t.t.) 1,690 g/cm3                                                                              |
| 5 B bor           | |
| uporaba           | 2,08 g/cm3                                                                                          |
| CR2               | (pri t.t.) 2,08 g/cm3                                                                               |
| 11 Na natrij      | |
| uporaba           | 0,927 g/cm3                                                                                         |
| CR2               | (pri t.t.) 0,927 g/cm3                                                                              |
| 12 Mg magnezij    | |
| uporaba           | 1,584 g/cm3                                                                                         |
| CR2               | (pri t.t.) 1,584 g/cm3                                                                              |
| 13 Al aluminij    | |
| uporaba           | 2,375 g/cm3                                                                                         |
| CR2               | (pri t.t.) 2,375 g/cm3                                                                              |
| 14 Si silicij     | |
| uporaba           | 2,57 g/cm3                                                                                          |
| CR2               | (pri t.t.) 2,57 g/cm3                                                                               |
| 16 S žveplo       | |
| uporaba           | 1,819 g/cm3                                                                                         |
| CR2               | (pri t.t.) 1,819 g/cm3                                                                              |
| 17 Cl klor        | |
| uporaba           | (pri −35 °C) 1,5649 g/cm3                                                                           |
| LNG               | (pri −35 °C) 1,5649 g/cm3                                                                           |
| 19 K kalij        | |
| uporaba           | 0,828 g/cm3                                                                                         |
| CR2               | (pri t.t.) 0,828 g/cm3                                                                              |
| 20 Ca kalcij      | |
| uporaba           | 1,378 g/cm3                                                                                         |
| CR2               | (pri t.t.) 1,378 g/cm3                                                                              |
| 21 Sc skandij     | |
| uporaba           | 2,80 g/cm3                                                                                          |
| CR2               | (pri t.t.) 2,80 g/cm3                                                                               |
| 22 Ti titan       | |
| uporaba           | 4,11 g/cm3                                                                                          |
| CR2               | (pri t.t.) 4,11 g/cm3                                                                               |
| 23 V vanadij      | |
| uporaba           | 5,5 g/cm3                                                                                           |
| CR2               | (pri t.t.) 5,5 g/cm3                                                                                |
| 24 Cr krom        | |
| uporaba           | 6,3 g/cm3                                                                                           |
| CR2               | (pri t.t.) 6,3 g/cm3                                                                                |
| 25 Mn mangan      | |
| uporaba           | 5,95 g/cm3                                                                                          |
| CR2               | (pri t.t.) 5,95 g/cm3                                                                               |
| 26 Fe železo      | |
| uporaba           | 6,98 g/cm3                                                                                          |
| CR2               | (pri t.t.) 6,98 g/cm3                                                                               |
| 27 Co kobalt      | |
| uporaba           | 7,75 g/cm3                                                                                          |
| CR2               | (pri t.t.) 7,75 g/cm3                                                                               |
| 28 Ni nikelj      | |
| uporaba           | 7,81 g/cm3                                                                                          |
| CR2               | (pri t.t.) 7,81 g/cm3                                                                               |
| 29 Cu baker       | |
| uporaba           | 8,02 g/cm3                                                                                          |
| CR2               | (pri t.t.) 8,02 g/cm3                                                                               |
| 30 Zn cink        | |
| uporaba           | 6,57 g/cm3                                                                                          |
| CR2               | (pri t.t.) 6,57 g/cm3                                                                               |
| 31 Ga galij       | |
| uporaba           | 6,095 g/cm3                                                                                         |
| LNG               | (pri 29,8 °C, t.t. is 29,7646 °C) 6,095 g/cm3                                                       |
| CR2               | (pri t.t.) 6,08 g/cm3                                                                               |
| 32 Ge germanij    | |
| uporaba           | 5,60 g/cm3                                                                                          |
| CR2               | (pri t.t.) 5,60 g/cm3                                                                               |
| 33 As arzen       | |
| uporaba           | 5,22 g/cm3                                                                                          |
| CR2               | (pri t.t.) 5,22 g/cm3                                                                               |
| 34 Se selen       | |
| uporaba           | 3,99 g/cm3                                                                                          |
| CR2               | (pri t.t.) 3,99 g/cm3                                                                               |
| 35 Br brom (Br2)  | |
| uporaba           | (blizu s.t.) 3,1028 g/cm3                                                                           |
| LNG               | (pri 25 °C) (3,1023 rel. to water pri 4 °C)                                                         |
| CRC               | (blizu s.t.) 3,1028 g/cm3                                                                           |
| 37 Rb rubidij     | |
| uporaba           | 1,46 g/cm3                                                                                          |
| CR2               | (pri t.t.) 1,46 g/cm3                                                                               |
| 38 Sr stroncij    | |
| uporaba           | 6,980 g/cm3                                                                                         |
| CR2               | (pri t.t.) 6,980 g/cm3                                                                              |
| 39 Y [itrij]]     | |
| uporaba           | 4,24 g/cm3                                                                                          |
| CR2               | (pri t.t.) 4,24 g/cm3                                                                               |
| 40 Zr cirkonij    | |
| uporaba           | 5,8 g/cm3                                                                                           |
| CR2               | (pri t.t.) 5,8 g/cm3                                                                                |
| 42 Mo molibden    | |
| uporaba           | 9,33 g/cm3                                                                                          |
| CR2               | (pri t.t.) 9,33 g/cm3                                                                               |
| 44 Ru rutenij     | |
| uporaba           | 10,65 g/cm3                                                                                         |
| CR2               | (pri t.t.) 10,65 g/cm3                                                                              |
| 45 Rh rodij       | |
| uporaba           | 10,7 g/cm3                                                                                          |
| CR2               | (pri t.t.) 10,7 g/cm3                                                                               |
| 46 Pd paladij     | |
| uporaba           | 10,38 g/cm3                                                                                         |
| CR2               | (pri t.t.) 10,38 g/cm3                                                                              |
| 47 Ag srebro      | |
| uporaba           | 9,320 g/cm3                                                                                         |
| CR2               | (pri t.t.) 9,320 g/cm3                                                                              |
| 48 Cd kadmij      | |
| uporaba           | 7,996 g/cm3                                                                                         |
| CR2               | (pri t.t.) 7,996 g/cm3                                                                              |
| 49 In indij       | |
| uporaba           | 7,02 g/cm3                                                                                          |
| CR2               | (pri t.t.) 7,02 g/cm3                                                                               |
| 50 Sn kositer     | |
| uporaba           | 6,99 g/cm3                                                                                          |
| CR2               | (pri t.t.) 6,99 g/cm3                                                                               |
| 51 Sb antimon     | |
| uporaba           | 6,53 g/cm3                                                                                          |
| CR2               | (pri t.t.) 6,53 g/cm3                                                                               |
| 52 Te telur       | |
| uporaba           | 5,70 g/cm3                                                                                          |
| CR2               | (pri t.t.) 5,70 g/cm3                                                                               |
| 55 Cs cezij       | |
| uporaba           | 1,843 g/cm3                                                                                         |
| CR2               | (pri t.t. (28,44 °C, blizu s.t.)) 1,843 g/cm3                                                       |
| 56 Ba barij       | |
| uporaba           | 3,338 g/cm3                                                                                         |
| CR2               | (pri t.t.) 3,338 g/cm3                                                                              |
| 57 La lantan      | |
| uporaba           | 5,94 g/cm3                                                                                          |
| CR2               | (pri t.t.) 5,94 g/cm3                                                                               |
| 58 Ce cerij       | |
| uporaba           | 6,55 g/cm3                                                                                          |
| CR2               | (pri t.t.) 6,55 g/cm3                                                                               |
| 59 Pr prazeodim   | |
| uporaba           | 6,50 g/cm3                                                                                          |
| CR2               | (pri t.t.) 6,50 g/cm3                                                                               |
| 60 Nd neodim      | |
| uporaba           | 6,89 g/cm3                                                                                          |
| CR2               | (pri t.t.) 6,89 g/cm3                                                                               |
| 62 Sm samarij     | |
| uporaba           | 7,16 g/cm3                                                                                          |
| CR2               | (pri t.t.) 7,16 g/cm3                                                                               |
| 63 Eu evropij     | |
| uporaba           | 5,13 g/cm3                                                                                          |
| CR2               | (pri t.t.) 5,13 g/cm3                                                                               |
| 64 Gd gadolinij   | |
| uporaba           | 7,4 g/cm3                                                                                           |
| CR2               | (pri t.t.) 7,4 g/cm3                                                                                |
| 65 Tb terbij      | |
| uporaba           | 7,65 g/cm3                                                                                          |
| CR2               | (pri t.t.) 7,65 g/cm3                                                                               |
| 66 Dy disprozij   | |
| uporaba           | 8,37 g/cm3                                                                                          |
| CR2               | (pri t.t.) 8,37 g/cm3                                                                               |
| 67 Ho holmij      | |
| uporaba           | 8,34 g/cm3                                                                                          |
| CR2               | (pri t.t.) 8,34 g/cm3                                                                               |
| 68 Er erbij       | |
| uporaba           | 8,86 g/cm3                                                                                          |
| CR2               | (pri t.t.) 8,86 g/cm3                                                                               |
| 69 Tm tulij       | |
| uporaba           | 8,56 g/cm3                                                                                          |
| CR2               | (pri t.t.) 8,56 g/cm3                                                                               |
| 70 Yb iterbij     | |
| uporaba           | 6,21 g/cm3                                                                                          |
| CR2               | (pri t.t.) 6,21 g/cm3                                                                               |
| 71 Lu lutecij     | |
| uporaba           | 9,3 g/cm3                                                                                           |
| CR2               | (pri t.t.) 9,3 g/cm3                                                                                |
| 72 Hf hafnij      | |
| uporaba           | 12 g/cm3                                                                                            |
| CR2               | (pri t.t.) 12 g/cm3                                                                                 |
| 73 Ta tantal      | |
| uporaba           | 15 g/cm3                                                                                            |
| CR2               | (pri t.t.) 15 g/cm3                                                                                 |
| 74 W volfram      | |
| uporaba           | 17,6 g/cm3                                                                                          |
| CR2               | (pri t.t.) 17,6 g/cm3                                                                               |
| 75 Re renij       | |
| uporaba           | 18,9 g/cm3                                                                                          |
| CR2               | (pri t.t.) 18,9 g/cm3                                                                               |
| 76 Os osmij       | |
| uporaba           | 20 g/cm3                                                                                            |
| CR2               | (pri t.t.) 20 g/cm3                                                                                 |
| 77 Ir iridij      | |
| uporaba           | 19 g/cm3                                                                                            |
| CR2               | (pri t.t.) 19 g/cm3                                                                                 |
| 78 Pt platina     | |
| uporaba           | 19,77 g/cm3                                                                                         |
| CR2               | (pri t.t.) 19,77 g/cm3                                                                              |
| 79 Au zlato       | |
| uporaba           | 17,31 g/cm3                                                                                         |
| CR2               | (pri t.t.) 17,31 g/cm3                                                                              |
| 80 Hg živo srebro | |
| uporaba           | (pri s.t.) 13,534 g/cm3                                                                             |
| LNG               | (pri s.t.) 13,534 g/cm3                                                                             |
| CRC               | (blizu s.t.) 13,5336 g/cm3                                                                          |
| 81 Tl talij       | |
| uporaba           | 11,22 g/cm3                                                                                         |
| CR2               | (pri t.t.) 11,22 g/cm3                                                                              |
| 82 Pb svinec      | |
| uporaba           | 10,66 g/cm3                                                                                         |
| CR2               | (pri t.t.) 10,66 g/cm3                                                                              |
| 83 Bi bizmut      | |
| uporaba           | 10,05 g/cm3                                                                                         |
| CR2               | (pri t.t.) 10,05 g/cm3                                                                              |
| 92 U uran         | |
| uporaba           | 17,3 g/cm3                                                                                          |
| CR2               | (pri t.t.) 17,3 g/cm3                                                                               |
| 94 Pu plutonij    | |
| uporaba           | 16,63 g/cm3                                                                                         |
| CR2               | (pri t.t.) 16,63 g/cm3                                                                              |

## Gostota, plin
|                                           | vrednost                    | pogoji                                         |
| 1 H vodik (H2)                            | 1 H vodik (H2)              | 1 H vodik (H2)                                 |
| ----------------------------------------- | --------------------------- | ---------------------------------------------- |
| uporaba                                   | 0,08988 g/L                 | 0 °C, 101,325 kPa                              |
| CRC                                       | (calc. ideal gas) 0,082 g/L | 25 °C, 101,325 kPa                             |
| KCH                                       | 0,08988 kg/m3               | 0 °C, 101,3 kPa                                |
| VDW                                       | 0,08988 g/L                 | 0 °C, 101,325 kPa                              |
| VDW                                       | (lit. source) 0,08988 g/L   |                                                |
| 2 He helij                                |                             |                                                |
| uporaba                                   | 0,1786 g/L                  | 0 °C, 101,325 kPa                              |
| CRC                                       | (calc. ideal gas) 0,164 g/L | 25 °C, 101,325 kPa                             |
| LNG                                       | 0,176 g/L                   | room temperature                               |
| KCH                                       | 0,1785 kg/m3                | 0 °C, 101,3 kPa                                |
| VDW                                       | 0,1786 g/L                  | 0 °C, 101,325 kPa                              |
| VDW                                       | (lit. source) 0,1785 g/L    | 0 °C, 1 atm                                    |
| 7 N nitrogen (N2)                         |                             |                                                |
| uporaba                                   | 1,251 g/L                   | 0 °C, 101,325 kPa                              |
| CRC                                       | (calc. ideal gas) 1,145 g/L | 25 °C, 101,325 kPa                             |
| LNG                                       | 1,165 g/L                   | 20 °C                                          |
| KCH                                       | 1,2505 kg/m3                | 0 °C, 101,3 kPa                                |
| VDW                                       | 1,251 g/L                   | 0 °C, 101,325 kPa                              |
| VDW                                       | (lit. source) 1,2506 g/L    |                                                |
| 8 O oxygen (O2)                           |                             |                                                |
| uporaba                                   | 1,429 g/L                   | 0 °C, 101,325 kPa                              |
| CRC                                       | (calc. ideal gas) 1,308 g/L | 25 °C, 101,325 kPa                             |
| LNG                                       | 1,331 g/L                   | 20 °C                                          |
| KCH                                       | 1,42895 kg/m3               | 0 °C, 101,3 kPa                                |
| VDW                                       | 1,429 g/L                   | 0 °C, 101,325 kPa                              |
| VDW                                       | (lit. source) 1,429 g/L     | 0 °C                                           |
| 9 F fluorine (F2)                         |                             |                                                |
| uporaba                                   | 1,7 g/L                     | 0 °C, 101,325 kPa                              |
| CRC                                       | (calc. ideal gas) 1,553 g/L | 25 °C, 101,325 kPa                             |
| VDW                                       | (lit. source) 1,696 g/L     |                                                |
|                                           | 1,6074 kg/m3                | 15 °C, 1,013 bar                               |
| Arhivirano 2007-09-28 na Wayback Machine. | 0,0983 lb/ft3               | 70 °F, 1 atm                                   |
| 10 Ne neon                                |                             |                                                |
| uporaba                                   | 0,9002 g/L                  | 0 °C, 101,325 kPa                              |
| CRC                                       | (calc. ideal gas) 0,825 g/L | 25 °C, 101,325 kPa                             |
| LNG                                       | 0,8999 g/L                  | 0 °C                                           |
| KCH                                       | 0,9002 kg/m3                | 0 °C, 101,3 kPa                                |
| VDW                                       | 0,9002 g/L                  | 0 °C, 101,325 kPa                              |
| VDW                                       | (lit. source) 0,89990 g/L   | 0 °C, 1 atm                                    |
| 17 Cl chlorine (Cl2)                      |                             |                                                |
| uporaba                                   | 3,2 g/L                     | 0 °C, 101,325 kPa                              |
| CRC                                       | (calc. ideal gas) 2,898 g/L | 25 °C, 101,325 kPa                             |
| LNG                                       | 2,98 g/L                    | 20 °C                                          |
| KCH                                       | 3,214 kg/m3                 | 0 °C, 101,3 kPa                                |
| VDW                                       | 3,116 g/L                   | 0 °C, 101,325 kPa                              |
| VDW                                       | (lit. source) 3,214 g/L     |                                                |
| 18 Ar argon                               |                             |                                                |
| uporaba                                   | 1,784 g/L                   | 0 °C, 101,325 kPa                              |
| CRC                                       | (calc. ideal gas) 1,633 g/L | 25 °C, 101,325 kPa                             |
| LNG                                       | 1,7824 g/L                  | 0 °C                                           |
| KCH                                       | 1,784 kg/m3                 | 0 °C, 101,3 kPa                                |
| VDW                                       | 1,784 g/L                   | 0 °C, 101,325 kPa                              |
| VDW                                       | (lit. source) 1,7837 g/L    |                                                |
| 36 Kr kripton                             |                             |                                                |
| uporaba                                   | 3,749 g/L                   | 0 °C, 101,325 kPa                              |
| CRC                                       | (calc. ideal gas) 3,425 g/L | 25 °C, 101,325 kPa                             |
| LNG                                       | 3,7493 g/L                  | room temperature                               |
| KCH                                       | 3,744 kg/m3                 | 0 °C, 101,3 kPa                                |
| VDW                                       | 3,749 g/L                   | 0 °C, 101,325 kPa                              |
| VDW                                       | (lit. source) 3,733 g/L     | 0 °C                                           |
| 54 Xe ksenon                              |                             |                                                |
| uporaba                                   | 5,894 g/L                   | 0 °C, 101,325 kPa                              |
| CRC                                       | (calc. ideal gas) 5,366 g/L | 25 °C, 101,325 kPa                             |
| LNG                                       | 5,761 g/L                   | room temperature                               |
| KCH                                       | 5,897 kg/m3                 | 0 °C, 101,3 kPa                                |
| VDW                                       | 5,894 g/L                   | 0 °C, 101,325 kPa                              |
| VDW                                       | (lit. source) 5,88 g/L      |                                                |
| 86 Rn radon (Radon-222 ?)                 |                             |                                                |
| uporaba                                   | 9,73 g/L                    | 0 °C, 101,325 kPa                              |
| CRC                                       | (calc. ideal gas) 9,074 g/L | 25 °C, 101,325 kPa                             |
| LNG                                       | 9,73 g/L                    | sobna temperatura                              |
| VDW                                       | (lit. source) 9,73 g/L      |                                                |
| ICT.a                                     | 9,73 g/L                    | 0 °C, 1 An (=101,325 kPa) formula weight = 222 |